# Acusilas dahoneus
Acusilas dahoneus är en spindelart som beskrevs av Alberto Barrion och James A. Litsinger 1995. Acusilas dahoneus ingår i släktet Acusilas och familjen hjulspindlar.
Artens utbredningsområde är Filippinerna. Inga underarter finns listade i Catalogue of Life.